# (4445) Jimstratton
(4445) Jimstratton est un astéroïde de la ceinture principale.

## Description
(4445) Jimstratton est un astéroïde de la ceinture principale. Il fut découvert le 15 octobre 1985 à Toyota par Kenzo Suzuki et Takeshi Urata. Il présente une orbite caractérisée par un demi-grand axe de 2,27 UA, une excentricité de 0,19 et une inclinaison de 2,9° par rapport à l'écliptique.

## Compléments